# Antonio Lolli

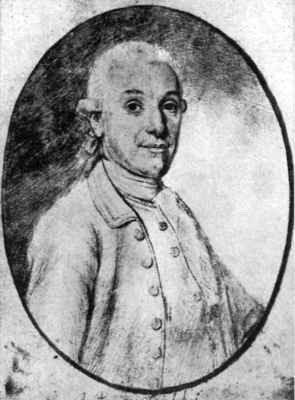
Antonio Lolli

Antonio Lolli (* zwischen 1723 und 1724 in Bergamo; † 10. August 1802 in Palermo) war ein italienischer Violinist und Komponist im Übergang vom Spätbarock zur Klassik.

## Leben
Lolli gehörte zu den bekanntesten Violinisten des 18. Jahrhunderts, wie Joseph Bologne, Chevalier de Saint-Georges, für welchen er 1764 und 1768 Werke schrieb, als Lolli in Paris war. Er war von 1758 bis 1774 Violinsolist der Hofkapelle in Stuttgart und machte offensichtlich viele Reisen. Die Zarin Katharina II. engagierte ihn als Kammerviolinisten (1774 bis 1783) nach Sankt Petersburg, eine Stelle, die er wegen der klimatischen Bedingungen, wie er sich Dittersdorf gegenüber geäußert hatte, aufgab. Danach gab er Konzerte in Warschau, Stettin, Berlin, Wien, Rom, Amsterdam, Utrecht und Skandinavien. 1794 wurde er Kapellmeister in der königlichen Hofkapelle in Neapel.
Sein Sohn Filippo Lolli (* 1773 in Stuttgart, Todesdatum nicht bekannt) wurde als Cellist bekannt.

## Werke
Er veröffentlichte neun Violinkonzerte, von denen das Konzert Nr. 7 in G-Dur, welches er 1775 in Paris bei den Concert Spirituel aufführte, den größten Erfolg hatte.

### Concerti per Violino
- 2 Concerti, Op. 2 (in E, C; 1764, Paris)
- 2 Concerti, Op. 4 (in A, H; 1766, Paris)
- 2 Concerti, Op. 5 (in E, D; 1768, Paris)
- Concerto VII (in G; 1775, Paris)
- Concerto VIII (in D; 1776, Paris)
- Concerto VIII (1779, Paris)
- Weitere 4 Concerti

### Kammermusik
- 6 Sonate a Violino e B. c. (ca. 1760, Amsterdam)
- 6 Sonate a Violino e B. c. (ca. 1767, Paris)
- 6 Sonate a Violino e B. c. (1769, Amsterdam)
- 5 Sonate und 1 Divertimento a Violino e B. c. (1776, Berlino)
- 6 Sonate a 2 Violini, Op. 9 (ca. 1785, Paris)

### Weitere Werke
- L'École du Violon en quatuor (Lehrwerk; ca. 1784, Berlin und Amsterdam; bis 1804 in fünf Auflagen)
- 36 Capricci per Violino solo
- Scherzo a 2 Violini (Zuschreibung zweifelhaft)